# Ralph Lauren Corporation
Ralph Lauren Corporation — американский компания, которая осуществляет разработку дизайна, маркетинг и продажу одежды, аксессуаров, парфюмерии и товаров для дома.

## История
Компания основана в Нью-Йорке в 1968 году сыном эмигрантов из бывшей Российской империи (Беларуси) Ральфом Лореном (при рождении Ральф Лившиц). В компанию начинающего модельера, которая первоначально называлась Polo Fashions, Inc., производитель одежды Норман Хилтон (англ. Norman Hilton) вложил 50 тысяч долларов, что позволило открыть первый фирменный магазин и начать торговать галстуками под маркой Polo. Логотипом компании стало изображение игрока в поло, скачущего на лошади. Вскоре ассортимент продукции был расширен рубашками, костюмами и спортивной одеждой, товары под брендом Polo начали продаваться а Нью-Йоркских универмагах, включая Bloomingdale’s. В 1970 году Ральф Лорен получил самую престижную награду в мире американской моды — Coty American Fashion Critics' Award. В 1971 году была запущена первая линия женской одежды; оборот компании в этом году превысил 10 млн долларов.
В начале 1970-х компания Polo Fashion оказалась на грани банкротства. Выйти из кризиса помог новый инвестор, Питер Стром (англ. Peter Strom), который приобрёл 10 % акций компании и стал в ней партнёром. С этого момента компания начала лицензировать свой бренд другим производителям, сосредоточившись на разработке дизайна и маркетинге, с 1971 года начали открываться франчайзинговые магазины. Бренды Polo и Ralph Lauren стали использоваться для продажи таких товаров, как парфюмерия (с 1978 года), обувь, очки, товары для дома. С 1974 года компания начала широко применять рекламу в газетах и журналах, включая многостраничные статьи в крупных журналах на тему «стиль жизни»; рекламный бюджет составлял 15—20 млн долларов в год.
В 1978 году выпускаются первые коллекции парфюма: мужского Polo и женских Tuxedo и Lauren и запускается линия детской одежды для мальчиков, за которой последовали линии одежды для девочек и для младенцев. В 1979 году выпускается аромат Chaps, в 1980 году — первая коллекция нижнего белья и кожаных изделий. В 1981 году в Лондоне открывается первый зарубежный магазин компании — Polo Fashion.
В 1982 году в Лоренсе (Канзас) открылся первый аутлет-магазин компании. В 1986 году в доме Гертруды Райнлендер на Мэдисон-авеню в Нью-Йорке открылся флагманский магазин Ralph Lauren. В 1987 году компания была переименована в Polo/Ralph Lauren Corporation.
В середине 1980-х годов лицензию на производство парфюмерной продукции приобрела компания Cosmair (позже поглощённая L’Oréal). В 1991 году аромат Safari получил парфюмерную премию FiFi Awards в номинации «Новинка — женский аромат». В 1993 году мужская версия этого аромата получила премию в номинации «Новинка — мужской аромат», а в 1994 году — в номинации «мужской аромат года — люкс». В 1999 году аромат Ralph Lauren Romance был отмечен как «лучший женский аромат года».
В начале 1990-х годов были запущены линии спортивной одежды Polo Sport и джинсов Double RL. В 1994 году инвестиционный фонд Goldman Sachs за 135 млн долларов приобрёл 25 % акций компании. В июне 1997 года компания провела размещение своих акций на Нью-Йоркской фондовой бирже. В марте 1999 года была куплена сеть магазинов одежды Club Monaco, которая базировалась в Торонто (Канада); она была продана в 2021 году.
По итогам 2006 года Polo Ralph Lauren Corporation вошла в список крупнейших компаний США по версии журнала Fortune. В том же году компания открыла свой первый магазин в Токио, а в 2007 году — и в Москве.
В 2009 компания оказалась в центре скандала с моделью Филиппой Гамильтон, чьи фотографии были слишком сильно обработаны с целью утончения её фигуры для рекламной кампании в Японии.

## Собственники и руководство
По данным компании, контрольный пакет акций принадлежит её основателю Ральфу Лорену (86 % голосующих акций). Капитализация на момент закрытия Нью-Йоркской фондовой биржи 14 мая 2007 года — $9,45 млрд.
Руководство:
- Ральф Лорен (Ralph Lauren, род. 14 октября 1939 года) — председатель совета директоров и главный креативный директор;
- Патрис Луве (Patrice Louvet, род. в 1964 году)— президент и генеральный директор с 2017 года, ранее работал в Procter & Gamble.

## Деятельность
Компания Ralph Lauren разрабатывает дизайн и продаёт одежду, аксессуары и предметы интерьера под такими торговыми марками, как Ralph Lauren Collection, Ralph Lauren Purple Label, Polo Ralph Lauren, Double RL, Lauren Ralph Lauren, Polo Golf Ralph Lauren, Ralph Lauren Golf, RLX Ralph Lauren, Polo Ralph Lauren Children, Chaps, и другими. Основные бренды парфюмерии: Ralph Lauren Collection, Woman by Ralph Lauren, Romance Collection, Ralph Collection (женская); Polo Blue, Ralph’s Club, Purple Label, Polo Red, Polo Green, Polo Black, Safari, Polo Sport и Big Pony Men’s (мужская). По состоянию на 2024 год собственная розничная сеть компании насчитывала 564 магазина и 699 бутиков в торговых центрах, кроме этого было 195 магазинов, работавших по лицензии. Также компании принадлежит несколько ресторанов (Нью-Йорк, Чикаго, Париж, Милан, Чэнду) и сеть кафе Ralph’s Coffee. Всю продукцию изготавливают около 300 контрактных производителей, основными центрами производства являются Вьетнам (19 % товаров по стоимости) и Китай (15 %); в большинстве случаев компания осуществляет закупку тканей и других материалов.
Подразделения компании по состоянию на 2023/24 финансовый год:
- Северная Америка — 44 % выручки;
- Европа — 30 % выручки;
- Азия — 24 % выручки.

Крупнейшими лицензиатами по состоянию на 2024 год были: Hanesbrands (США и Япония, нижнее бельё), Peerless Clothing International, Inc. (США, мужская одежда), 5 Star Apparel LLC (одежда под брендом Chaps), S. Rothschild & Co., Inc. (женская одежда), Charles Komar and Sons, Inc. (пижамы), Delta Galil (женское бельё), L’Oréal (парфюмерия и косметика), BBC International LLC (обувь), Luxottica (очки), Renfro Corporation (носки), Keeco (постельные принадлежности), Visual Comfort of America LLC (светильники).
Выручка компании за финансовый год, закончившийся 30 марта 2024 года, составила 6,63 млрд долларов.